# Bouvesse-Quirieu
Bouvesse-Quirieu é uma comuna francesa na região administrativa de Auvérnia-Ródano-Alpes, no departamento de Isère. Estende-se por uma área de 17,51 km². Em 2010 a comuna tinha 1 544 habitantes (densidade: 88,2 hab./km²).